# Lijst van rijksmonumenten in Loenen (Apeldoorn)
De plaats Loenen telt 21 inschrijvingen in het rijksmonumentenregister. Hieronder een overzicht.
| Object                                                                | Oorspronkelijke functie?  | Bouwjaar                    | Architect | Locatie               | Coördinaten?                | Nr.?   | Afbeelding                    |
| --------------------------------------------------------------------- | ------------------------- | --------------------------- | --------- | --------------------- | --------------------------- | ------ | ----------------------------- |
| Terrein waarin een grafheuvel                                         | Archeologisch monument    | Neolithicum en/of Bronstijd |           |                       | 52° 6' 37" NB, 6° 0' 1" OL  | 45193  | Terrein waarin een grafheuvel |
| Huis Ter Horst                                                        | Kasteel, buitenplaats     | 1557                        |           | Hoofdweg 74           | 52° 7' 28" NB, 6° 1' 46" OL | 513518 | Meer afbeeldingen             |
| Ter Horst: historische tuin- en parkaanleg                            | Tuin, park en plantsoen   | 1800                        |           | Hoofdweg bij 74       | 52° 7' 29" NB, 6° 1' 54" OL | 513520 | Upload foto                   |
| Ter Horst: toegangshek                                                | Erfscheiding              | 1750-1800                   |           | Hoofdweg bij 74       | 52° 7' 25" NB, 6° 1' 53" OL | 513524 | Upload foto                   |
| Ter Horst: brug                                                       | Tuin, park en plantsoen   | 1791                        |           | Hoofdweg bij 74       | 52° 7' 30" NB, 6° 1' 44" OL | 513525 | Upload foto                   |
| Ter Horst: oostelijk bouwhuis                                         | Bijgebouwen kastelen enz. | 1791                        |           | Hoofdweg 78           | 52° 7' 30" NB, 6° 1' 44" OL | 513526 | Meer afbeeldingen             |
| Ter Horst: westelijk bouwhuis                                         | Bijgebouwen kastelen enz. | 1791                        |           | Hoofdweg 72           | 52° 7' 30" NB, 6° 1' 44" OL | 513527 | Meer afbeeldingen             |
| Ter Horst: toegangsbrug                                               | Tuin, park en plantsoen   | 18e eeuw                    |           | Hoofdweg bij 74       | 52° 7' 26" NB, 6° 1' 45" OL | 513528 | Meer afbeeldingen             |
| Ter Horst: hoenderhok                                                 | Bijgebouwen kastelen enz. | 1850-1900                   |           | Hoofdweg bij 74       | 52° 7' 30" NB, 6° 1' 44" OL | 513529 | Upload foto                   |
| Ter Horst: oranjerie                                                  | Tuin, park en plantsoen   | 1500-1600                   |           | Hoofdweg bij 76       | 52° 7' 29" NB, 6° 1' 48" OL | 513530 | Meer afbeeldingen             |
| Ter Horst: tuinmuur met twee poorten                                  | Tuin, park en plantsoen   | 1700-1750                   |           | Hoofdweg bij 74       | 52° 7' 25" NB, 6° 1' 53" OL | 513531 | Upload foto                   |
| Ter Horst: moestuin met kas, koude bakken, houten en houten schutting | Tuin, park en plantsoen   | 1913                        |           | Hoofdweg bij 74       | 52° 7' 25" NB, 6° 1' 53" OL | 513532 | Upload foto                   |
| Ter Horst: ijskelders                                                 | Tuin, park en plantsoen   | 19e eeuw                    |           | Hoofdweg bij 74       | 52° 7' 35" NB, 6° 1' 51" OL | 513533 | Upload foto                   |
| Vrijstaande columbarium met zitbanken                                 | Crematorium               | 1925                        |           | Imbosweg tegenover 48 | 52° 6' 4" NB, 6° 1' 43" OL  | 514581 | Upload foto                   |
| Woonhuis "De Bovenste Molen"                                          | Bijgebouwen kastelen enz. | ca. 1895                    |           | Molenallee 20         | 52° 7' 28" NB, 6° 2' 7" OL  | 529141 | Upload foto                   |
| Nederlands hervormde kerk: toren                                      | Kerk en kerkonderdeel     | 15e eeuw                    |           | Beekbergerweg bij 14  | 52° 7' 3" NB, 6° 1' 3" OL   | 8179   | Meer afbeeldingen             |
| Nederlands hervormde kerk: kerk                                       | Kerk en kerkonderdeel     | 1861                        |           | Beekbergerweg 7       | 52° 7' 3" NB, 6° 1' 3" OL   | 8180   | Meer afbeeldingen             |
| Boerderij onder met riet en pannen gedekt wolfdak                     | Boerderij                 | 18e eeuw                    |           | Dalenk 22             | 52° 6' 18" NB, 6° 1' 21" OL | 8181   | Meer afbeeldingen             |
| Witgepleisterd tolhuis                                                | Overheidsgebouw           | midden 19e eeuw             |           | Groenendaalseweg 90   | 52° 6' 25" NB, 5° 58' 3" OL | 8182   | Meer afbeeldingen             |
| Toren der R.K. kerk                                                   | Kerk en kerkonderdeel     | tweede kwart 19e eeuw       |           | Hoofdweg 51           | 52° 7' 20" NB, 6° 1' 20" OL | 8183   | Meer afbeeldingen             |
| De Middelste Molen                                                    | Industrie- en poldermolen | 1887                        |           | Kanaal Zuid 499       | 52° 7' 44" NB, 6° 2' 44" OL | 8185   | Meer afbeeldingen             |